# Lijst van beelden in Zeeland
Hieronder een overzicht van lijsten van beelden per gemeente in de provincie Zeeland.
- Lijst van beelden in Borsele
- Lijst van beelden in Goes
- Lijst van beelden in Hulst
- Lijst van beelden in Kapelle
- Lijst van beelden in Middelburg
- Lijst van beelden in Noord-Beveland
- Lijst van beelden in Reimerswaal
- Lijst van beelden in Schouwen-Duiveland
- Lijst van beelden in Sluis
- Lijst van beelden in Terneuzen
- Lijst van beelden in Tholen
- Lijst van beelden in Veere
- Lijst van beelden in Vlissingen

Drenthe ·
Flevoland ·
Friesland ·
Gelderland ·
Groningen ·
Limburg ·
Noord-Brabant ·
Noord-Holland ·
Overijssel ·
Utrecht ·
Zeeland ·
Zuid-Holland